# Andrejs Štolcers
Andrejs Štolcers (Riga, Unión Soviética, 8 de julio de 1974) es un exfutbolista letón que jugaba de centrocampista. Retirado en 2010, fue internacional en 81 ocasiones con la selección de fútbol de Letonia.

## Clubes
| Club                         | País       | Año       |
| ---------------------------- | ---------- | --------- |
| Olimpija Rīga                | Letonia    | 1992-1994 |
| Skonto Riga                  | Letonia    | 1996-1997 |
| FC Shajtar Donetsk           | Ucrania    | 1997-2000 |
| FC Spartak Moscú             | Rusia      | 2000      |
| Fulham F. C.                 | Inglaterra | 2001-2004 |
| Yeovil Town F. C.            | Inglaterra | 2004-2005 |
| FK Baku                      | Azerbaiyán | 2005-2006 |
| Skonto Riga                  | Letonia    | 2006-2007 |
| JFK Olimps/RFS               | Letonia    | 2007-2009 |
| Bath City F. C.              | Inglaterra | 2009-2010 |
| Hayes & Yeading United F. C. | Inglaterra | 2010      |